# Халтмагийн Батулга
В това монголско име Халтмагийн е презиме, а Батулга е лично име.
Халтмагийн Батулга (на монголски: Халтмаагийн Баттулга) е монголски политик. Той е министър на транспорта на Монголия от 2008 до 2012 г. и президент на Монголия от 2017 до 2021 г.

## Биография
Халтмагийн Батулга е роден на 3 март 1963 г. в град Улан Батор. През 1982 г. завършва училище за изящни изкуства в специалност „художник“. Владее руски и английски език.
На президентските избори на 7 юли 2017 г. Надделява над Мийеегомбин Енхболд с 50,6 % от гласовете.